# هندیمن
هندیمن روستایی از توابع بخش موچش شهرستان کامیاران در استان کردستان ایران است. روستایی با طبیعت کوهستانی و پوشش بلوطی  میباشد .این روستا در مجاورت رود سیروان و زبان مردم روستا کردی سورانی  میباشد. دین مردم روستا مسلمان اهل تسنن ( شافعی ) است . روستای هندیمن دارای اب و هوای کوهستانی است و دارای چهار فصل است در بهار سر سبز و زمستان نسبتا سردی دارد پوشش روستایی و باستانی حفظ نشده و دارای پوشش نو ساز است همچنین پوشش لباس زنان و مردان روستا لباس کردی میباشد

## جمعیت

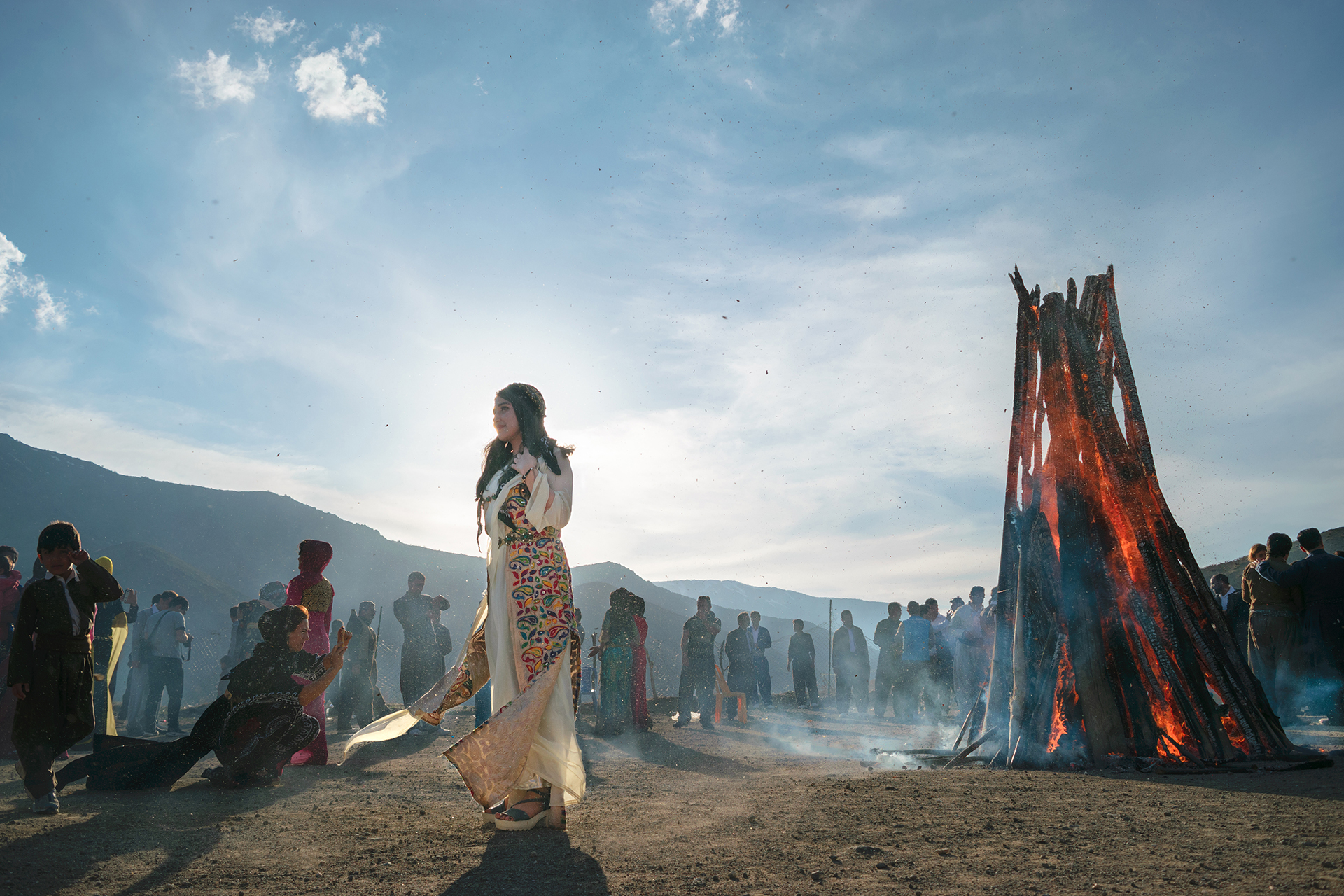
نوروز ۱۳۹۶ در روستای هندیمن

این روستا در دهستان گاورود قرار دارد و براساس سرشماری مرکز آمار ایران در سال ۱۳۸۵، جمعیت آن ۶۳۵ نفر (۱۵۱خانوار) بوده‌است.